# La Passion de Jeanne d'Arc
La Passion de Jeanne d'Arc is een speelfilm uit 1928, een van de laatste jaren van de stomme film. De film werd gemaakt in Frankrijk en geregisseerd door de Deen Carl Theodor Dreyer. De film bevat zowel Franse als Duitse en Russische invloeden.

## Plot en filmstijl
La Passion de Jeanne d'Arc gaat over de laatste uren van Jeanne d'Arc voordat ze geëxecuteerd zal worden. Dreyer focust niet op de oorlogen die ze gevoerd heeft. In de film ziet men vooral haar berechting, gevangenschap, marteling en terechtstelling. De film is dus een soort passiespel dat verwijst naar de passie van Christus. De rol van Jeanne d'Arc werd gespeeld door Renée Jeanne Falconetti, een Frans toneelactrice die voornamelijk in de Parijse toneelzalen van de jaren twintig optrad. Naast deze film was ze slechts in bijrollen te zien in twee films uit 1917.
Bijzonder aan deze film is dat hij gefilmd is in bijna alleen maar close-ups. Dit was de wens van regisseur Dreyer die vond dat het gezicht toegang gaf tot de ziel. Scènes die niet in close-up gefilmd zijn bevatten vaak slechts een witte achtergrond, om de nadruk alleen op de personages te leggen.
De film houdt absoluut geen rekening met continuïteitsmontage. De karakters zijn vaak uit het midden geplaatst, point-of-view-shots laten niet altijd zien wat een personage ziet en de 180-gradenregel wordt regelmatig overtreden.
De oorspronkelijke film werd geheel zonder muziek of ander geluid opgenomen, maar bij vertoningen werd indertijd vaak ter plaatse achtergrondmuziek gemaakt. Speciaal voor de première in Parijs componeerden Leo Pouget en Victor Alix eigen muziek voor een orkest dat de beelden begeleidde.

## Rolverdeling
| Acteur           | Personage                            |
| ---------------- | ------------------------------------ |
| Renée Falconetti | Jeanne d'Arc                         |
| Eugène Silvain   | Pierre Cauchon, de bisschop          |
| André Berley     | Jean d'Estivet, de procureur         |
| Maurice Schutz   | Nicolas Loyseleur, de kanunnik       |
| Gilbert Dalleu   | Jean Lemaître, de vice-inquisiteur   |
| Michel Simon     | een rechter                          |
| Paul Fromet      | een rechter                          |
| Armand Lurville  | een rechter                          |
| Antonin Artaud   | Jean Massieu, de gerechtsdeurwaarder |
| Jean d'Yd        | Guillaume Evrard                     |
| Louis Ravet      | Jean Beaupère                        |
| Camille Bardou   | een soldaat                          |

## Ontvangst
In 1928 werd de film slecht ontvangen. Er waren destijds al geluidsfilms, maar dit was voor La Passion de Jeanne d'Arc geen optie omdat dit te duur zou zijn. De film was een commerciële flop. Bezoekers vonden het nog het meest interessant dat acteurs zonder make-up werden gefilmd, iets wat mogelijk was gemaakt door de uitvinding van panchromatisch filmmateriaal, waarmee duidelijker gefilmd kon worden.
Tegenwoordig is La Passion de Jeanne d'Arc een  van de belangrijkste films uit het tijdperk van de stomme film, omdat het een van de laatste films uit dit tijdperk was waarin beeld centraal stond om de acteerprestaties te tonen, in plaats van geluid, waarmee dit nu vooral wordt gedaan.